# 르완다 부룬디 프랑
르완다 부룬디 프랑은 벨기에 속령이었던 르완다와 부룬디에서 1960년에서 1964년까지 발행된 통화이다.

## 역사
프랑은 1916년에 벨기에가 두 나라를 점령하고 독일령 동아프리카 루피를 벨기에령 콩고 프랑으로 대체하면서 르완다와 부룬디의 통화가 되었다. 1960년에 벨기에령 콩고 프랑은 르완다 부룬디 프랑으로 교체되었는데, 르완다 부룬디 발행 은행(B.E.R.B)에서 만들어졌다. 1964년에 르완다와 부룬디가 각각의 통화인 르완다 프랑과 부룬디 프랑으로 나뉠 때까지 사용되었다.

## 동전
1960년부터 1964년까지 1프랑 동전만이 주조되었다.

## 지폐
지폐는 액면 단위 5, 10, 20, 50, 100, 500, 1000 프랑의 지폐가 만들어졌다. 1964년에 부룬디는 이전에 쓰이던 지폐에 부룬디라는 이름을 붙여 액면 단위 지폐를 인쇄하였고, 르완다 또한 동일 지폐를 모두 인쇄하였지만, 5프랑과 10프랑 지폐는 르완다 지폐로 인쇄하였다.